# Kamen-Ribolov
Kamen-Ribolov (en rus: Камень-Рыболов) és un poble (un possiólok) del krai de Primórie, a l'Extrem Orient de Rússia, que en el cens del 2010 tenia 666 habitants. Es troba al districte rural de Khankaiski.